# Selimchan Dschabrailowitsch Bakajew
Selimchan Dschabrailowitsch Bakajew (russisch Зелимхан Джабраилович Бакаев; engl. Transkription: Zelimkhan Dzhabrailovich Bakayev; * 1. Juli 1996 in Nasran, Inguschetien) ist ein russischer Fußballspieler inguschischer Abstammung. Der Flügelspieler spielt aktuell für den Erstligisten Zenit Sankt Petersburg und ist seit Oktober 2019 russischer Nationalspieler.

## Karriere

### Verein
Bakajew stammt aus der Nachwuchsabteilung von Spartak Moskau. Er debütierte im April 2014 in der Reservemannschaft Spartak-2 Moskau, wo er in der Folge drei Saisons lang spielte. Sein Debüt in der ersten Mannschaft gab er am 23. September 2015, als er beim 7:0-Auswärtssieg gegen Wolga Nischni Nowgorod im russischen Pokal in der 65. Spielminute für Denis Gluschakow eingewechselt wurde. In der höchsten russischen Spielklasse debütierte er am 23. Juli 2017 (2. Spieltag) beim 0:0-Unentschieden gegen den FK Ufa, als er startete und in der zweiten Halbzeit für Lorenzo Melgarejo ausgewechselt wurde. In dieser Saison 2017/18 stand er regelmäßig im Spieltagskader und bestritt fünf Ligaspiele.
Um Spielpraxis auf Erstliganiveau sammeln zu können, wurde Selimchan Bakajew am 1. August 2018 für die gesamte Spielzeit 2018/19 an den Ligakonkurrenten Arsenal Tula ausgeliehen. Sein Debüt gab er drei Tage (2. Spieltag) später bei der 0:1-Auswärtsniederlage gegen Zenit St. Petersburg. Am nächsten Spieltag erzielte er beim 3:1-Heimsieg gegen Achmat Grosny sein erstes Tor in der Premjer-Liga. Er war in dieser Saison Stammspieler und traf in 25 Ligaspielen acht Mal.
Nach seiner Rückkehr zu Spartak etablierte er sich unter Cheftrainer Oleg Kononow auch beim Hauptstadtverein als Stammspieler. Am 8. August 2019 erzielte er beim 3:2-Heimsieg gegen den FC Thun in der Qualifikation zur UEFA Europa League 2019/20 seine ersten beiden Tore für die erste Mannschaft. Drei Tage später erzielte er beim 3:1-Auswärtssieg gegen Achmat Grosny erneut einen Doppelpack.

### Nationalmannschaft
Von November 2016 bis Oktober 2018 war Selimchan Bakajew 15-mal für die russische U21-Nationalmannschaft im Einsatz und erzielte sechs Treffer.
Am 13. Oktober 2019 debütierte er beim 5:0-Auswärtssieg gegen Zypern in der Qualifikation zur Europameisterschaft 2021 für die A-Auswahl, als er in der 78. Spielminute für Alexei Ionow eingewechselt wurde.

## Persönliches
Sein Bruder Soltmurad (* 1999) ist russischer U-21-Nationalspieler.

## Erfolge
Spartak Moskau
- Russischer Supercupsieger: 2017